# ABCM-Zweisprachigkeit
ABCM-Zweisprachigkeit est un réseau d'écoles associatives bilingues, toutes sous contrat avec le ministère de l'Éducation nationale français, présentes en Alsace, en Moselle et dans le Bade-Wurtemberg. L'enseignement y est donné en français et en allemand (standard et dialectal) de façon paritaire.
En Alsace, l'enseignement se fait en français, en allemand standard et en alsacien. En Moselle, il se fait en français, en allemand standard et en francique lorrain.

## Situation
Le réseau ABCM-Zweisprachigkeit représente :
- En Alsace : quatre écoles du Haut-Rhin et quatre écoles du Bas-Rhin[2] ;
- En Moselle : deux écoles de la commune de Sarreguemines (depuis 1997)[3],[2] ;
- Dans le Bade-Wurtemberg : une école à Kappel-Grafenhausen (depuis 2012)[4],[2].

## Historique
Organisme créé en 1990, les premières classes bilingues associatives ont vu le jour en 1991.